# Herivelto Martins
Herivelto Martins (Vila de Rodeio, 1912 – Rio de Janeiro, 1992) est un compositeur, chanteur, musicien et acteur brésilien.
Il s'est fait connaître comme le créateur du célèbre ensemble vocal Trio de Ouro (pt), qui, au cours des premières décennies du XXe siècle, était l'un des groupes brésiliens les plus importants. Ses chansons ont déjà été réenregistrées par plusieurs artistes des styles musicaux les plus variés, et son œuvre est considérée comme l'une des plus importantes de l'âge d'or de la musique populaire brésilienne.
Il est le père du chanteur Pery Ribeiro.

## Discographie
- Herivelto com o Trio de Ouro (1942) Odeon 78
- Ave Maria no Morro (1943) Odeon 78
- Laurindo (1944) Odeon 78
- Odete/Bom dia Avenida (1944) Odeon 78
- Jubileu de prata (1956) Continental LP
- Um compositor em 2 tempos (1956) Copacabana LP
- O Famoso Trio de Ouro (1969) Imperial LP
- A Música de Herivelto Martins (1986) Phonodisc LP
- Trio de Ouro [S/D] Camden LP
- Trio de Ouro e os seus sucessos [S/D] RCA Victor LP
- Trio de Ouro [S/D] Revivendo CD
- Jubileu de Herivelto [S/D] Copacabana LP
- Carnaval de Herivelto [S/D] Mocambo LP